# Шари (Дахадаевский район)
Шари или Шири — село Дахадаевского района Дагестана. Входит в сельское поселение Сельсовет Урагинский.

## География
Расположено в 12 км к юго-западу от районного центра с. Уркарах на р. Кинтуракотты.

## Население
| 1895 | 1926 | 1939 | 1970 | 1989 | 2002 | 2010 |
| ---- | ---- | ---- | ---- | ---- | ---- | ---- |
| 192  | ↗237 | ↗301 | ↘201 | ↘83  | ↗112 | ↘80  |
| 2021 |      |      |      |      |      |      |
| ↘30  |      |      |      |      |      |      |

## История
Впервые упоминается в 1796 году в форме «Шере».
Согласно эпиграфическим данным, ислам проник в село ещё в XI-XII веках.

## Этиология
Местные жители называют селение Хьири. Это слово на говоре ширинцев означает север. Село расположено в нижней части северного склона горного массива Варха, тянувшегося с востока на запад, отчего, вероятнее всего, и получило название.